# منوال (بلنسية)
مَنْوَال هي بلدية في منطقة بلنسية ، إسبانيا.